# Sarafán

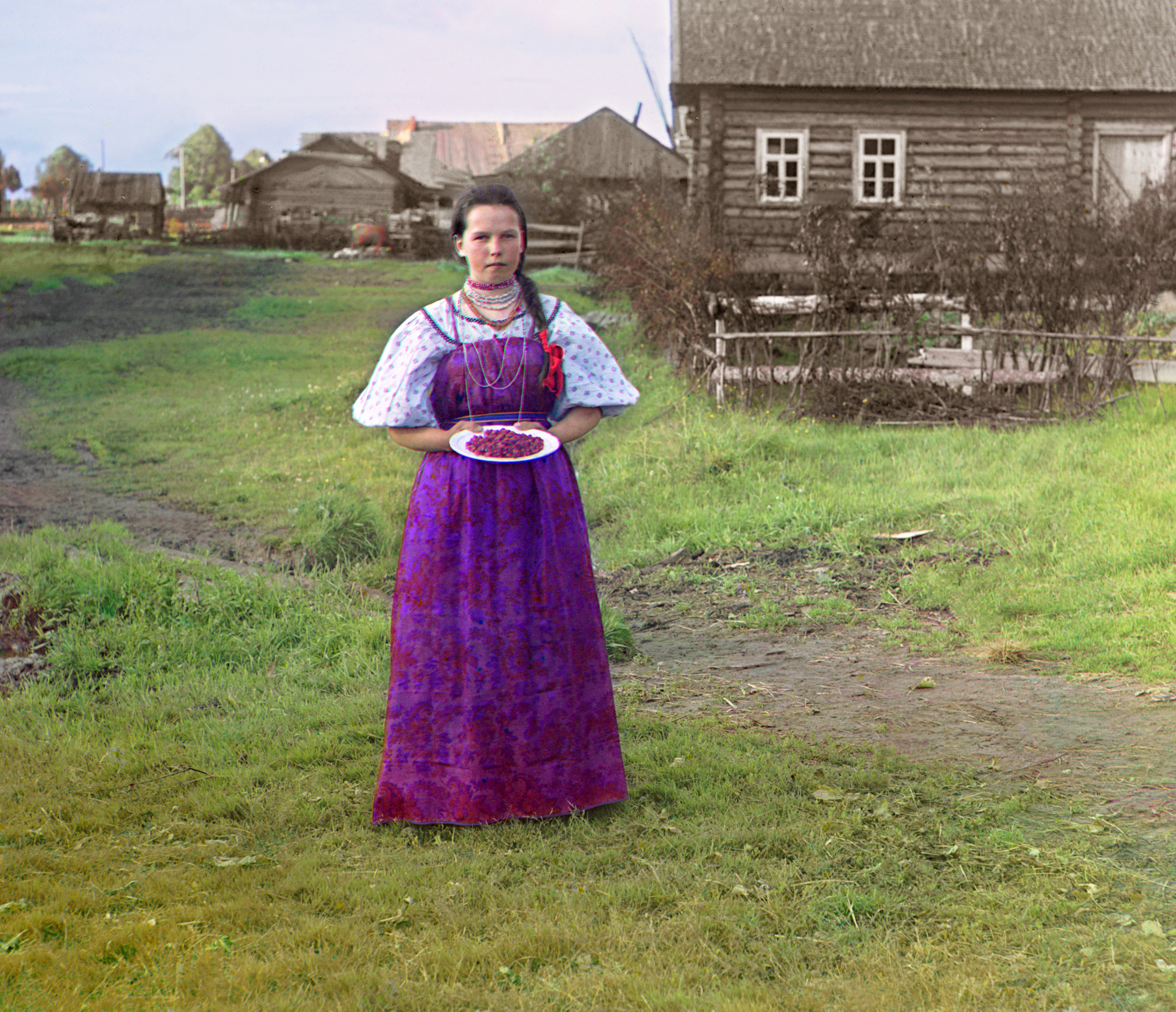
Una campesina vestida con un sarafán (1909), de Serguéi Prokudin-Gorski

El sarafán (en ruso: Сарафан, del persa sarapa, literalmente "de la cabeza a los pies") es una prenda femenina rusa tradicional. Se trata de un vestido sin mangas, largo y de línea trapezoidal, con tirantes. Se acompaña de una camisa blanca de manga larga y desde el siglo XVIII puede ceñirse a la cintura con un cinturón de tela. Esta prenda fue usada por las niñas y las mujeres en las zonas rurales en Rusia septentrional y central y en las regiones del Volga, hasta principios del siglo XX. 
Probablemente procedente del caftán, las primeras crónicas que mencionan este tipo de prenda datan del año 1376 y desde entonces fue usado hasta bien entrado el siglo XX por las mujeres campesinas especialmente del centro y norte de Rusia. Desde entonces será empleado solo por grupos de folclore ruso representando cantos y bailes populares. Desde principios del siglo XVIII, las clases altas abandonaron el empleo del sarafán y demás prendas tradicionales, en favor de los modelos de la corte, inspirados en los usados en las cortes francesa y alemana, adoptando desde entonces la moda europea occidental y así siguió en uso solo entre las mujeres del campo. Podía ir acompañado de velos y chales como complemento, o del también tradicional tocado kokoshnik.